# Plan TV
Plan TV es un programa de televisión argentino de entretenimiento y humor emitido desde el 16 de enero de 2011 por El Trece y El Trece Internacional, conducido por Gabriela Sobrado y Darian "Rulo" Schijman. El programa es sucesor de Demoliendo teles y De lo nuestro lo peor... y lo mejor de la productora Farfán TV.

## Historia
Plan TV comenzó por El Trece, el 16 de enero de 2011, conducido por la imitadora Fátima Florez y la periodista de espectáculos Gabriela Sobrado, conductora actual de MShow junto con el locutor mexicano de la serie de televisión estadounidense El superagente 86, Jorge Arvizu, quien colaboró hasta 2013.
En 2016 hubo cambios en la conducción del programa, ya sin Fátima Florez, quien también había participado en el ciclo anterior De lo nuestro lo peor... y lo mejor.
Desde el 6 de mayo al 2 de septiembre de 2017, el reemplazante de Florez fue Juani Martínez. A partir de la semana siguiente, y hasta la actualidad, conduce Rulo Schijman junto a Sobrado.
Originalmente se emitía los domingos a las 20:00 y actualmente lo hace los sábados a las 11:00 aunque sólo en la señal de El Trece para Capital Federal y Gran Buenos Aires, mientras que en el El Trece Interior se emite el programa de agronomía Agro TV de Canal Metro.

## Equipo

### Conductores
- Gabriela Sobrado (2011-presente)
- Fátima Flórez (2011-2016)
- Juan Ignacio Martínez (2016-2017)
- Darian "Rulo" Schijman (2017-presente)
- Carlitos Balá (2013)

### Voces
- Jorge Arvizu (2011-2014)